# Tekin Kurtuluş
Tekin Kurtuluş (* 16. September 1968 in Uşak) ist ein türkischstämmiger Schauspieler aus Deutschland.

## Leben

### Ausbildung
Kurtuluş absolvierte von Juni 1995 bis Dezember 1996 ein Volontariat als TV-Redakteur bei Infobonn/DFA Hamburg. Von Mai 1998 bis März 1999 genoss er Sprecherziehung bei Carolin Pipev (ProSieben). Von Oktober 2001 bis April 2002 besuchte er die Moderatorenschule H.A.M.M. (Hanseatische Akademie für Marketing und Medien).
Tekin Kurtuluş ist vor allem bekannt durch die von 2003 bis 2009 produzierte Sat.1-Serie Lenßen & Partner, in der er von 2003 bis 2005 die Rolle eines Detektivs spielte. Parallel dazu absolvierte er eine Schauspielausbildung bei der Company Hamburg.
2008 stellte er in der Folge  Istanbul Connection der Fernsehserie SOKO Leipzig Erdogan Cimsir, den Bräutigam bei einer türkischen Hochzeit, dar, der zusammen mit seiner Braut erschossen wird.
Ende 2009 stand er für Lenßen – Der Film vor der Kamera.
Tekin Kurtuluş ist der Bruder des Schauspielers Mehmet Kurtuluş und war in Hamburg auch als Theaterschauspieler für die Company Hamburg tätig.

## Filmografie
- 2003–2005: Lenßen & Partner
- 2008: SOKO Leipzig
- 2009: Lenßen – Der Film